# العلاقات الدنماركية الرومانية
العلاقات الدنماركية الرومانية هي العلاقات الثنائية التي تجمع بين الدنمارك ورومانيا.

## مقارنة بين البلدين
هذه مقارنة عامة ومرجعية للدولتين:
| وجه المقارنة                                              | الدنمارك                                                     | رومانيا                                                                               |
| --------------------------------------------------------- | ------------------------------------------------------------ | ------------------------------------------------------------------------------------- |
| المساحة (كم2)                                             | 42.92 ألف                                                    | 238.40 ألف                                                                            |
| عدد السكان (نسمة)                                         | 5.79 مليون                                                   | 19.59 مليون                                                                           |
| الكثافة السكانية (ن./كم²)                                 | 134.9                                                        | 82.17                                                                                 |
| العاصمة                                                   | كوبنهاغن                                                     | بوخارست                                                                               |
| اللغة الرسمية                                             | اللغة الدنماركية                                             | اللغة الرومانية                                                                       |
| العملة                                                    | كرونة دنماركية                                               | ليو روماني                                                                            |
| الناتج المحلي الإجمالي (بليون دولار)                      | 324.87 مليار                                                 | 211.80 مليار                                                                          |
| الناتج المحلي الإجمالي (تعادل القوة الشرائية) بليون دولار | 278.61 مليار                                                 | 465.56 مليار                                                                          |
| الناتج المحلي الإجمالي الاسمي للفرد دولار أمريكي          | 51.99 ألف                                                    | 9.47 ألف                                                                              |
| الناتج المحلي الإجمالي للفرد دولار أمريكي                 | 45.54 ألف                                                    | 23.63 ألف                                                                             |
| مؤشر التنمية البشرية                                      | 0.900                                                        | 0.793                                                                                 |
| رمز المكالمات الدولي                                      | +45                                                          | +40                                                                                   |
| رمز الإنترنت                                              | .dk                                                          | .ro                                                                                   |
| المنطقة الزمنية                                           | توقيت وسط أوروبا، ت ع م+02:00، ت ع م+01:00، أوروبا/كوبنهاجن ‏ | ت ع م+02:00، ت ع م+03:00، أوروبا/بوخارست ‏، توقيت شرق أوروبا، توقيت شرق أوروبا الصيفي ‏ |

## مدن متوأمة
في ما يلي قائمة باتفاقيات التوأمة بين مدن دنماركية ورومانية:
- ترتبط هولستيبرو مع سيريت باتفاقية توأمة.
- ترتبط Aalborg Municipality [الإنجليزية]‏ مع تولتشيا باتفاقية توأمة منذ 1965.[20][21][22][23]
- ترتبط آلبورغ مع تولتشيا باتفاقية توأمة منذ 1977.[24][25][26][27]

## منظمات دولية مشتركة
يشترك البلدان في عضوية مجموعة من المنظمات الدولية، منها:
| علم المنظمة | اسم المنظمة                               | تاريخ انضمام الدنمارك | تاريخ انضمام رومانيا |
| ----------- | ----------------------------------------- | --------------------- | -------------------- |
|             | المنظمة الأوروبية لسلامة الملاحة الجوية   | 1994                  | 1996                 |
|             | منظمة الشرطة الجنائية الدولية             | ?                     | ?                    |
|             | الاتحاد البريدي العالمي                   | ?                     | ?                    |
|             | مركز تنسيق الحركة في أوروبا ‏              | ?                     | ?                    |
|             | حلف شمال الأطلسي                          | 4 أبريل 1949          | 29 مارس 2004         |
|             | منظمة التجارة العالمية                    | 1995                  | 1995                 |
|             | الفريق المعني برصد الأرض                  | ?                     | ?                    |
|             | مجموعة الموردين النوويين                  | ?                     | ?                    |
|             | مؤسسة التنمية الدولية                     | 30 نوفمبر 1960        | 12 أبريل 2014        |
|             | اتفاقية السماوات المفتوحة                 | ?                     | ?                    |
|             | منظمة الأمن والتعاون في أوروبا            | 25 يونيو 1973         | 25 يونيو 1973        |
|             | مؤسسة التمويل الدولية                     | 20 يوليو 1956         | 23 سبتمبر 1990       |
|             | مجلس أوروبا                               | ?                     | 7 أكتوبر 1993        |
|             | منظمة حظر الأسلحة الكيميائية              | ?                     | ?                    |
|             | الأمم المتحدة                             | 24 أكتوبر 1945        | 14 ديسمبر 1955       |
|             | الاتحاد الدولي للاتصالات                  | 1866                  | 9 فبراير 1866        |
|             | الاتحاد الأوروبي                          | 1973                  | 2007                 |
|             | البنك الدولي للإنشاء والتعمير             | 30 نوفمبر 1960        | 15 ديسمبر 1972       |
|             | مجموعة أستراليا                           | 1985                  | 1995                 |
|             | المركز الدولي لتسوية المنازعات الاستشارية | 24 مايو 1968          | 12 أكتوبر 1975       |
|             | وكالة الفضاء الأوروبية                    | ?                     | 23 ديسمبر 2011       |
|             | وكالة ضمان الاستثمار متعدد الأطراف        | 12 أبريل 1988         | 10 سبتمبر 1992       |
|             | يونسكو                                    | 4 نوفمبر 1946         | 27 يوليو 1956        |

## وصلات خارجية
- موقع وزارة الخارجية الدنماركية
- موقع وزارة الخارجية الرومانية